# 高徳寺 (中野区)
髙德寺（こうとくじ）は、東京都中野区にある真宗大谷派の寺院。

## 概要
1201年（建仁元年）、了智（俗名：佐々木高綱）によって開山された。元々は信濃国筑摩郡栗林郷（現・長野県松本市島立）に位置し、「正行寺」という名称だった。その後、上野国新田郡荒居（現・群馬県太田市新井町）に移り、「高徳寺」に改称した。続いて下総国、江戸を転々とし、最終的に同宗派の報恩寺近くに落ち着いた。
なお当初の所在地には、今でも正行寺が現存している。
1908年（明治41年）に現在地に移転した。

## 新井白石との縁
髙德寺は「新井白石ゆかりの寺」としても知られている。新井家の一族が当寺の坊守をしていた縁で、白石は久留里藩から奉公構の処分を受けて浪人生活を送っていた時期と甲府徳川家の徳川綱豊に仕官する直前の時期の計2回、当寺に寄留していた。かつては『折たく柴の記』の原本をはじめ、白石ゆかりの品々があったが、1945年（昭和20年）の空襲で焼失した。1995年（平成7年）、白石に因んだ「新井白石記念ホール」を完成させた（画像の丸い屋根の建物が新井白石記念ホールである）。

## 墓所
- 新井白石（儒学者・政治家）
- 山野愛子（美容家）
- 磯村春子（新聞記者）
- 長門裕之（俳優）
- 南田洋子（女優）

## 交通アクセス
- 東中野駅より徒歩6分。